# トキメキ☆成均館スキャンダル
『トキメキ☆成均館スキャンダル』（トキメキ ソンギュンガン スキャンダル、原題：성균관 스캔들）は、2010年に韓国KBSで放送されたテレビドラマ。原作はチョン・ウングォルの小説『成均館儒生たちの日々』である。原作では「奎章閣閣臣たちの日々」という成均館卒業後を描いた物語もある。

## あらすじ
時は18世紀、朝鮮王朝時代。第22代王正祖（チョンジョ）の時代。幼い頃、父を亡くしたキム・ユニは、母と病気の弟の面倒をみるため、男装して科挙(朝鮮の官僚登用試験)の代筆(代理受験)でお金を稼ごうとする。試験当日、ユニは代筆の依頼人と間違え、イ・ソンジュンに声をかけてしまう。ユニは、ソンジュンに摘まみ出されそうになるが、母と弟のためにも見逃して欲しいと懇願し、なんとか大事を逃れる。ソンジュンはユニの才能に気づき、無理矢理科挙試験を受けさせる。そして自分がユニに代理受験を依頼したと正祖に明かした。激怒する正祖によって、ユニとソンジュンは罰として成均館（ソンギュンガン）に入学し寄宿舎で暮らす事になる。女であることがバレたら厳罰に処されてしまうが、家族の為にも、ユニは男としての生活を始める事を決心した。

## 登場人物

### 主要登場人物
- キム・ユニ（金允熙）：パク・ミニョン

本作の主人公。男装の儒生。別名は大物（テムル）。21歳。
南人一門の父と死別後、家族を養うために、父から譲り受けた文才で生計を立てようとする。弟(ユンシク)の名で受けた科挙試験に合格し、身分を隠したまま成均館に入学する。幼い頃から、向学心が強く、勉強家。聡明で、特に文才に恵まれている。何事にも物怖じしない性格で、対立する党派をまとめるだけの魅力を持つ。本貫はドラマでは金海金氏、小説では安東金氏。
- イ・ソンジュン（李先俊）：パク・ユチョン

老論（ノロン）派の家系の跡取。別名は佳郎（カラン）。23歳。
博学博識で武芸にも長けた美青年。身分の差や党派に関係なく、才能がある者が登用される政治を志す。清廉潔白で不正を嫌うが、頑固でプライドが高く気難しい性格から、人と交わる事が苦手。当初、ユニとは反目しあっていたが、自分のことを理解してくれる彼女に惹かれていく。下戸。本貫はドラマでは不明だが、小説では真城李氏。字は康武、号は微水。
- ク・ヨンハ（具龍河）：ソン・ジュンギ

市場を支配する大商人の息子。別名は女林（ヨリム）。24歳。
女好きなプレイボーイで、直感と観察眼が鋭く、おしろいの匂いで下着の色を当てることが出来る。ユニの正体にもいち早く気づいた。無党派だが、正義感は強い。奔放かつ軽薄だが、実はある苦悩がある。ジェシンとは親友。実は雲従街の大商人の息子で、元の身分階級は中人だが、両班具(ク)家の族譜を購入し成均館に入学した。小説での本貫は綾城具氏。
- ムン・ジェシン（文在信）：ユ・アイン

少論一門の青年。別名は桀驁（コロ）。24歳。
素行の悪さから「暴れ馬」の異名を持ち、学生から恐れられている。成均館の制服と帽子をめったに着用せず、黒いボロ布のような服を着ている。無口で強面だが、本当は心優しく純情。女性の前だと、しゃっくりが止まらなくなる。武芸に長け、弓や剣を使いこなす。講義をサボってばかりで退学寸前だが、実は書庫の本を全て読破していて頭脳明晰である。
- ハ・ヒョウン/芙蓉花（プヨンファ）：ソ・ヒョリム

インス(掌議)の妹で、ソンジュンの婚約者。天真爛漫でロマンチスト。初めは掌議の手下達に協力しソンジュンを罠にはめようとしていたが、彼と鉢合わせした瞬間に一目惚れしてしまい、ソンジュンに寝返る。
- チョン・ヤギョン（丁若鏞）：アン・ネサン

成均館の博士。丁載遠の四男。南人派。ユニの亡父キム・スンホン(前成均館博士)の弟子。怪我をしたユニを治療した際、彼女が女であることを知るが、見逃すことに。儒学者であるが西学(カトリック、西洋科学)も学び、広い視野と柔軟な思考を持つ。ゆえに正祖から友のように厚く信頼されている。異国の奇術(手品)が得意で、講義中に儒生たちに披露する。
- イ・ジョンム：キム・ガプス

イ・ソンジュンの父。職位は左議政（チャイジョン)。老論党首で、家門の名誉を高め、老論政権の維持を志す。権力を振りかざす支配的な性格だが、聡明な一面も持ち合わせる人格者でもある。
- ハ・ウギュ：イ・ジェヨン

インスとヒョウンの父。50代。老論派。職位は兵曹判書（ピョンジョパンソ）。冷徹・残酷な性格で、目的の為なら手段を選ばない。正祖に敵対心を抱く。娘のヒョウンには甘く、ヒョウンがソンジュンに気があると知ると、早速(政略結婚も兼ねて)結婚させようと目論む。妓生のチョソンを寵愛し、利用する。
- 正祖（チョンジョ）：チョ・ソンハ

本名は李祘（イ・サン）。李氏朝鮮22代王。天才君主、博学多識。「蕩平(タンピョン)政策」にて、派閥を超え優秀な人材を登用し新しい朝鮮王朝を築こうと考えるが、鉄壁のように囲まれた老論派の反対を受ける。亡き父・思悼世子(サドセジャ)の無念や真実を綴ったとされる『金縢之詞(クムドゥンジサ)』を探すため、ユニ達に密命を与える。

### その他の登場人物
- ハ・インス：チョン・テス

成均館の掌議(チャンイ)(学生長)。父は兵曹判書（ピョンジョパンソ）。権力を振りかざし、学生たちを自分に服従させようとする傲慢・冷徹な性格。しかし、同じ老論だが思うように操れないソンジュンとは敵対する。チョソンに想いを寄せる。
- 蔡済恭（チェ・ジェゴン）：キム・イクテ

領議政（ヨンイジョン）。ドラマのイ・サンの彼とは違い、やや冷たい性格。
- ムン・グンス：チェ・ドンジュン

司憲府（サホンブ）の大司憲(テサホン)。ヨンシンとジェシン（コロ）の父。ヨンシンが死亡した事件をきっかけにジェシンから信頼を失うが、密かに復讐の機会を伺っていた。
- チェ・シンムク：キム・ハギュン

成均館の大司成(テサソン)(学長)。お調子者。
- チョソン（草善）：キム・ミンソ

牡丹郭の妓生(キーセン)。妓生とは思えない聡明さと鋭い洞察力を持つ。チョソンと言う名は呂布の妻貂蝉の朝鮮語読みと同音。最終話のチョソンの手紙から漢字表記が「草善」であることが確認できる。その美貌から、高官から寵愛を受けるが、本人は人として接してくれたユニに想いを寄せている。
- キム・スンホン(金承憲)：

故人。南人。ユニとユンシクの父。成均館の博士。チョン・ヤギョン博士の師匠。ムン・ジェシンの兄ヨンシンと共に『金縢之詞（クムドゥンジサ）』を運ぶ最中に襲撃され、死亡した。
- キム・ユンシク(金允植)：ハニョン

ユニの弟。病気。成均館に入るユニに快く名を貸し、応援している。
- 趙氏夫人：キム・ミギョン

ユニ、ユンシクの母。老論の家系。
- ユ・チャンイク：パク・クンス

　成均館の博士。厳格な性格。
- イム・ビョンチュン：カン・ソンピル

　インスの取り巻きの一人。汚い仕事を任されるが、失敗ばかりしている。
- チ・ナミョク：ソル・ゴホン

　インスの取り巻きの一人。
- カン・ム：チェ・ビョンチャン

　インスの取り巻きの一人。無口で冷静。武術が得意。
- ペ・ヘウォン：ファン・チャンウ

　ソンジュンと同期の儒生。
- アン・ドヒョン：キム・ジョンギュン

　先生のふりをしていた年配の儒生。酒好き。
- キム・ウタク：チャン・セヒョン

　ソンジュンと同期の儒生。丸い眼鏡をかけている。「孔子様曰く～」が口癖。
- ファン：キム・グァンギュ

　貰冊房の主人。ユニに代筆の仕事を与える。
- スンドル：リュ・ダム

　ソンジュンの家の召使い。ソンジュンが寮に入ったあとも、よく成均館に世話をしに来る。両班であるソンジュンに抱きついたりと、まるで身分の差がないかのようにソンジュンと親しくする。世間を知らないソンジュンによくアドバイスを与える。
- ポクス：イ・テリ

　泮村(パンチョン)に住む賤民の青年。理不尽な世の中に不満を抱き、窃盗を繰り返す。

## 視聴率

### 2010年
| 放送回 | 放送日   | TNMS 視聴率    | TNMS 視聴率    | AGB 視聴率     | AGB 視聴率     |
| 放送回 | 放送日   | 大韓民国(全国) | ソウル(首都圏) | 大韓民国(全国) | ソウル(首都圏) |
| ------ | -------- | -------------- | -------------- | -------------- | -------------- |
| 1話    | 8月30日  | 7.7%           | 8.1%           | 6.3%           | 7.7%           |
| 2話    | 8月31日  | 7.2%           | 8.6%           | 6.3%           | 7.0%           |
| 3話    | 9月6日   | 8.0%           | 9.9%           | 7.3%           | 8.3%           |
| 4話    | 9月7日   | 7.6%           | 8.3%           | 7.5%           | 8.7%           |
| 5話    | 9月13日  | 7.8%           | 8.2%           | 8.0%           | 9.4%           |
| 6話    | 9月14日  | 8.0%           | 9.6%           | 8.4%           | 8.4%           |
| 7話    | 9月20日  | 9.7%           | 9.0%           | 8.7%           | 9.1%           |
| 8話    | 9月21日  | 8.2%           | 9.8%           | 7.9%           | 8.5%           |
| 9話    | 9月27日  | 9.8%           | 9.2%           | 9.2%           | 9.6%           |
| 10話   | 9月28日  | 10.1%          | 9.3%           | 10.2%          | 10.6%          |
| 11話   | 10月4日  | 9.2%           | 8.8%           | 10.4%          | 10.5%          |
| 12話   | 10月5日  | 9.9%           | 9.7%           | 10.7%          | 11.1%          |
| 13話   | 10月11日 | 11.2%          | 11.1%          | 12.8%          | 13.1%          |
| 14話   | 10月12日 | 10.3%          | 10.1%          | 10.9%          | 10.9%          |
| 15話   | 10月18日 | 13.0%          | 13.0%          | 13.1%          | 14.0%          |
| 16話   | 10月19日 | 13.7%          | 13.7%          | 14.3%          | 15.1%          |
| 17話   | 10月25日 | 12.9%          | 13.1%          | 13.0%          | 13.9%          |
| 18話   | 10月26日 | 12.0%          | 11.9%          | 12.6%          | 13.4%          |
| 19話   | 11月1日  | 12.5%          | 12.2%          | 11.8%          | 12.6%          |
| 20話   | 11月2日  | 13.3%          | 13.2%          | 12.8%          | 13.4%          |

## サウンドトラック
| #   | タイトル                                   | 作詞 | 作曲・編曲 | 歌手 | 時間     |
| --- | ------------------------------------------ | ---- | ---------- | ---- | -------- |
| 1.  | 「성균관 스캔들」                          |      |            |      | 52秒     |
| 2.  | 「찾았다 (Title)」                         |      |            |      | 3分 22秒 |
| 3.  | 「그대를 그리다」                          |      |            |      | 3分 6秒  |
| 4.  | 「Too Love」                               |      |            |      | 3分 43秒 |
| 5.  | 「너에겐 이별 나에겐 기다림」              |      |            |      | 5分 2秒  |
| 6.  | 「청춘스캔들」                             |      |            |      | 3分 42秒 |
| 7.  | 「Sad To Say」                             |      |            |      | 4分 3秒  |
| 8.  | 「사랑이란」                               |      |            |      | 3分 35秒 |
| 9.  | 「그대를 그리다 (Acoustic Ver.)」          |      |            |      | 3分 4秒  |
| 10. | 「너에겐 이별 나에겐 기다림 (Voice Ver.)」 |      |            |      | 5分 3秒  |
| 11. | 「자운영」                                 |      |            |      | 2分 6秒  |
| 12. | 「Trouble Maker」                          |      |            |      | 1分 49秒 |
| 13. | 「유생들의 나날」                          |      |            |      | 1分 52秒 |

## 韓国国外での放送

### 日本
日本ではBSジャパンで放送したのち、2011年9月14日から11月24日までテレビ東京「ランチチャンネル」（水・木曜 12:30 - 13:25、関東ローカル）で放送された。その後2013年7月2日から7月29日までワールド・ハイビジョン・チャンネル（TwellV）で放送された。また、2014年1月15日から同年2月12日までTBSテレビ「韓流☆セレクト」（月 - 金曜 10:05 - 11:00、関東ローカル）でディレクターズカット版が放送された。
吹替キャスト
- キム・ユニ：桑島法子
- イ・ソンジュン：浪川大輔
- ク・ヨンハ：野島裕史
- ムン・ジェシン：川田紳司

## 受賞
- 2010年 KBS演技大賞 女子 優秀賞、ネチズン賞、ベストカップル賞 パク・ミニョン
- 2010年 KBS演技大賞 男子 新人賞、ネチズン賞、ベストカップル賞 パク・ユチョン
- 2010年 KBS演技大賞 男子 人気賞、ベストカップル賞 ソン・ジュンギ
- 2010年 KBS演技大賞 ベストカップル賞 ユ・アイン
- 2010年 KBS演技大賞 男子 最優秀賞 キム・ガプス
- 2011年 百想芸術大賞 男子 新人賞、人気賞 パク・ユチョン
- 2011年 百想芸術大賞 新人監督賞 キム・ウォンソク
- 2011年 百想芸術大賞 TV部分中短編ドラマ賞
- 2011年 ソウルドラマアワード 韓流ドラマ 男子俳優賞,ネチズン 人気賞 パク・ユチョン
- 2011年 ソウルドラマアワード 韓流ドラマ 優秀 作品賞
- 2011年 第38回韓国放送大賞 中短編ドラマ部門作品賞
- 2011年 コリアドラマフェスティバルアワード 演出賞 キム・ウォンソク
- 2012年 ニューヨークフェスティバル テレビエンターテイメントスペシャルミニシリーズ部門銅賞

## スタッフ
- 原作：チョン・ウングォル
- 演出：キム・ウォンソク
- 脚本：キム・テヒ
- 制作: レモンレイン, C-JeS Entertainment